# Ударниковское сельское поселение
Ударниковское сельское поселение — муниципальное образование в Красносулинском районе Ростовской области. 
Административный центр поселения — посёлок Пригородный.

## Административное устройство
В состав Ударниковского сельского поселения входят:
- посёлок Пригородный,
- посёлок Октябрьский,
- посёлок Первомайский,
- посёлок Черевково.

## Население
| 2010  | 2012  | 2013  | 2014  | 2015  | 2016  | 2017  |
| ----- | ----- | ----- | ----- | ----- | ----- | ----- |
| 2481  | ↘2443 | ↘2396 | ↘2365 | ↗2394 | ↘2369 | ↘2368 |
| 2018  | 2019  | 2020  | 2021  |       |       |       |
| ↗2395 | ↘2390 | ↘2360 | ↘2356 |       |       |       |